# Jane Sterk
Jane Sterk (né le 14 janvier 1947 à Edmonton, Alberta) est une enseignante, une psychologue et une femme politique britanno-colombienne (canadienne), elle a été la cheffe du Parti vert de la Colombie-Britannique de 2007 à 2013.

## Biographie
Elle a enseigné au primaire pendant sept ans, tout en terminant une maîtrise en éducation à l'Université de l'Alberta. Elle a obtenu son diplôme en 1975. De 1975 à 1992, elle a travaillé comme psychologue auprès du Service de santé familiale de la Ville d’Edmonton et en pratique privée.

### Le saut en politique
De 2004 à 2008, Jane Sterk a siégé au conseil municipal d’Esquimalt, en banlieue de Victoria. Engagée sur les questions environnementales, Jane Sterk fait adopter en 2005 un règlement qui autorise les résidents à garder des poules dans leur cour arrière.
Elle est membre du Parti vert de la Colombie-Britannique depuis 2002 et dirige le parti de octobre 2007 à mai 2013.

## Résultats électoraux
1. ↑  BC Election, « ELECTORAL HISTORY OF BRITISH COLUMBIA 1987-2001 », sur elections.bc.ca (consulté le 4 septembre 2023)